# Literatura calmuca
La literatura calmuca és la literatura feta en calmuc a Calmúquia, una república de la Federació Russa.
Pel que fa a la seva tradició oral, amb històries, llegendes, dites i proverbis, iorels (bons desitjos), magtals (panegírics), kharals (sortilegis) i contes, tots ells cantats pels dzhangarchi (historiadors) i tulchis. Al segle xv compongueren llur cant èpic, el Dzhangar qualificat avui de "monument de la literatura mundial", de caràcter poètic.
El 1648 l'intel·lectual calmuc Zaia Pandit (1599-1662) creà un sistema d'escriptura nou Todo Bichig (escriptura clara), ja que abans havien usat el sistema comú als mongols, amb qui tenien una literatura comuna. Així apareixeran noves obres com La llum de la lluna (s. XVII), Una història sobre els Derben-oirats (1739) de Gaban Sharab i Viatge al Tibet (1794), entre d'altres.
Durant el segle xix destacà l'autor de versos lliures Ontxkhan Dzhirgal, que canta contra els invasors estrangers i els opressors nadius. Alhora, apareixen els primers estudis occidentals sobre la llengua i la literatura calmuc, com Grammatika kalmyckago jazyka (Gramàtica de la llengua calmuc, 1847) publicada per Popov a Kazan, Handwört ... Kalmuckischen sprache (1853) d'H. A. Zwick, Grammatika mongolsko-kalmyckago jazyka (1849) d'A. Bobordnikov a Kazan, i la Kalmycko-russkij slovar (1911) de Podznejev. El 1864 es publicà a Sant Petersburg la versió russa del Jangar, i el 1866 el recull de contes Siddi-jurt. El següent autor important fou Boovan Badma (1880-1917) amb el poema narratiu El plaer del rumor (1916) qui criticava els vicis dels monjos budistes.
Amb la sovietització aparegueren nombrosos autors com Kh. Kanurov (1883-1933) i N. Mandzhiev (1905-1936), autor de la crònica novel·lada El fill de Mudresh (1925), es consideren els fundadors de la literatura calmuca soviètica. La tasca fou continuada per Sandzhi Kaliajev (1905); Aksen Susejev (1905) amb L'estepa nadiua (1941); Khasyr Sian-Belgin (1909) amb L'estepa insurgent (1968) i traduccions de Shevshenko i Gorkij al calmuc; Anton Amur-Sanan (1888-1939) amb les novel·les Aramzal (1932) i A les estepes (1935) història de la lluita pel comunisme a la república; B. Basangov (1911-1944) amb La veritat dels anys passats (1930) i Bulgun (1934); G. Davan (1913-1937), Ts. Lezhinov (1910-1942) i Konstantin Erendzhenov (1912).
En els anys 30 i 40 destacaren L. Indzhiev (1913), N. Narmaev (1915), E. Kektejev (1918-1965), B. Dordzhiev (1918-1969), B. Dzhimbinov (1914), Badma Erdniev (1906-1979), autor de Siaiakala (1941); D. Kugultinov (1922), I. Matsakov (1907), P. Dzhileev (1913-1940) i el dzhaigarchi M. Mukebenov (1878-1944), A. Balakaev (1928) i D. Xavaleev (1884-1959).
Durant els anys 50 s'inaugurà una nova etapa en la literatura calmuca, amb temàtica centrada en l'heroisme, la feina i els problemes ètics. Entorn de la revista Teegin Gerl (Llum de les estepes) aparegueren nous autors com B. Sangadzhieva (1921), M. Khoninov (1919), A. Badmajev (1924); A. Dzhimbiev (1924), T. Bembejev (1930) i David Kulgutinov (1922) amb Sar-gerel (1963).